# بادرو
بادرو، (بالإنجليزية: Padru)‏، (سردينيا: Padru) هي بلدية، في مقاطعة ساساري، في إقليم سردينيا الإيطالي، وتقع على بعد حوالي 180 كم (110 ميل) إلى الشمال من كالياري وحوالي 15 كم (9 ميل) جنوب أولبيا. في 31 ديسمبر 2004 ، كان عدد سكانها 2107 وتبلغ مساحتها 130.2 كيلومتر مربع (50.3 ميل مربع).

## السكان
في سنة 1861 بلغ عدد السكان 2٬331 نسمة، وتطور العدد ليصل في سنة 2011 لـ 2٬130 نسمة.
يظهر هذا المخطط البياني تطور النمو السكاني لـ بادرو